# 釈永信
釈 永信（し えいしん、シー・ヨンシン、1965年9月 - ）は、安徽省阜陽市潁上県出身の中華人民共和国の嵩山少林寺の第30代住職（2016年現在の現住）。
永信は法名。号は皖潁。本名は劉 応成（りゅう おうせい、リュウ・インチェン）。現在は河南省仏教協会会長で、中国仏教協会副会長も務めている。
経営学修士（ＭＢＡ）を取得し、1990年代以降、積極的な観光政策を推し進め「少林CEO」の異名をとる。「経済和尚」「政治和尚」とも呼ばれ、内外の反発も大きく、たびたびスキャンダルを流される。

## 略歴
1965年9月、安徽省阜陽市潁上県に生まれる。
1981年、15歳で河南省嵩山少林寺の住職釈行正のもとで具足戒を受ける。両親は許さず。以後、江西省雲居山、安徽省九華山、北京市広済寺などで禅宗の教学を学ぶ。
1984年、寺に帰り、釈行正に師事。寺院民主管理委員会成員に当選。
1986年、少林寺拳法研究会副会長に就任。
1987年、少林寺武術隊（後に少林寺武僧団と改名）団長に就任。曹洞宗第47代、永化堂上第33代の法嗣となる。10月、河南省仏教教会会長常務理事に就任。
1988年2月、少林寺紅十字会創建。10月、少林書画研究院創建。
1989年6月、「少林武僧団」各地でパフォーマンスをする。
1993年3月、河南省政協委員に当選。5月、中華禅詩研究会創建。10月、中国仏教協会理事に当選。
1994年2月、少林寺慈善福利基金会会長に就任。
1995年9月、少林寺建寺1500周年慶主持。
1996年1月、インド、ネパールの仏教聖跡に朝拝。
1998年3月、第9回全国人民代表大会代表に当選。7月、河南省仏教協会会長に就任。
1999年8月、少林寺住職に当選。
2002年、香港仏教文化産業栄誉顧問に就任。
2003年9月、中国仏教協会副会長に就任。
2009年6月10日、河南大学体育学院名誉教授に就任。
2009年6月11日、第三批国家級非物質文化遺産「少林功夫」の代表性伝承人に選ばれる。
2011年6月、第11回河南省青年連合会名誉主席に就任。
2012年4月8日、河南仏教学院院長に就任。
2013年4月15日、鄭州大学少林文化研究院名誉院長に就任。
2014年4月12日、『清勅修大蔵経』（清乾隆完整版7240巻）を少林寺に迎える。
2025年7月27日、 少林寺は、寺の資産やプロジェクトの資金を横領した疑いがある、そして婚外子もいるとして、釈永信を調査していると発表した。

## 弟子
2014年7月、「瘋狂英語」「瘋狂中国語」の創始者の李陽が26日、少林寺に帰依し、少林寺の釈永信を師と仰ぎ、法名を授けられた。

## 著書
- 『禅露集』